# Brka (Brčko)
Pour les articles homonymes, voir Brka.
Brka (en serbe cyrillique : Брка) est une localité de Bosnie-Herzégovine. Elle est située dans le district de Brčko. Selon les premiers résultats du recensement de 2013, elle compte 2 747 habitants.

## Géographie
Le village est situé sur les bords de la rivière Brka, un affluent droit de la Save.

## Démographie

### Évolution historique de la population dans la localité
| 1948 | 1953 | 1961  | 1971  | 1981  | 1991  | 2013  |
| ---- | ---- | ----- | ----- | ----- | ----- | ----- |
| -    | -    | 1 688 | 1 846 | 1 932 | 2 044 | 2 747 |

|  |

### Communauté locale
En 1991, la communauté locale de Brka comptait 2 956 habitants, répartis de la manière suivante :